# Privatbrauerei Schnaitl

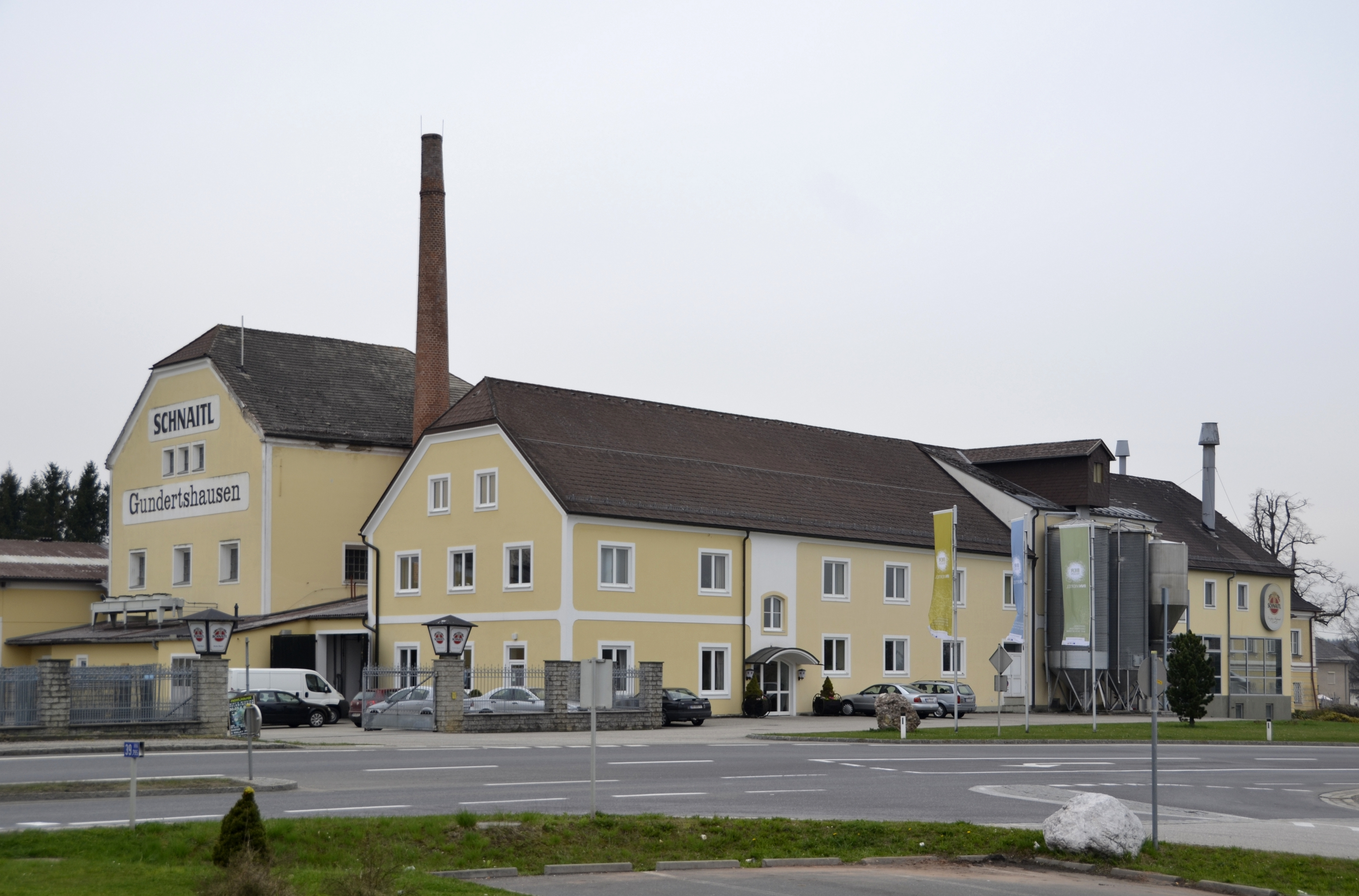
Brauerei Schnaitl

Die Privatbrauerei Schnaitl ist eine seit 1842 bestehende Bierbrauerei in Gundertshausen in der oberösterreichischen Gemeinde Eggelsberg (Bezirk Braunau am Inn) im südlichen Innviertel. Die Brauerei liegt an der historisch bedeutenden Kreuzung zwischen den Wegen Salzburg–Braunau und Burghausen–Mattighofen.

## Geschichtliches

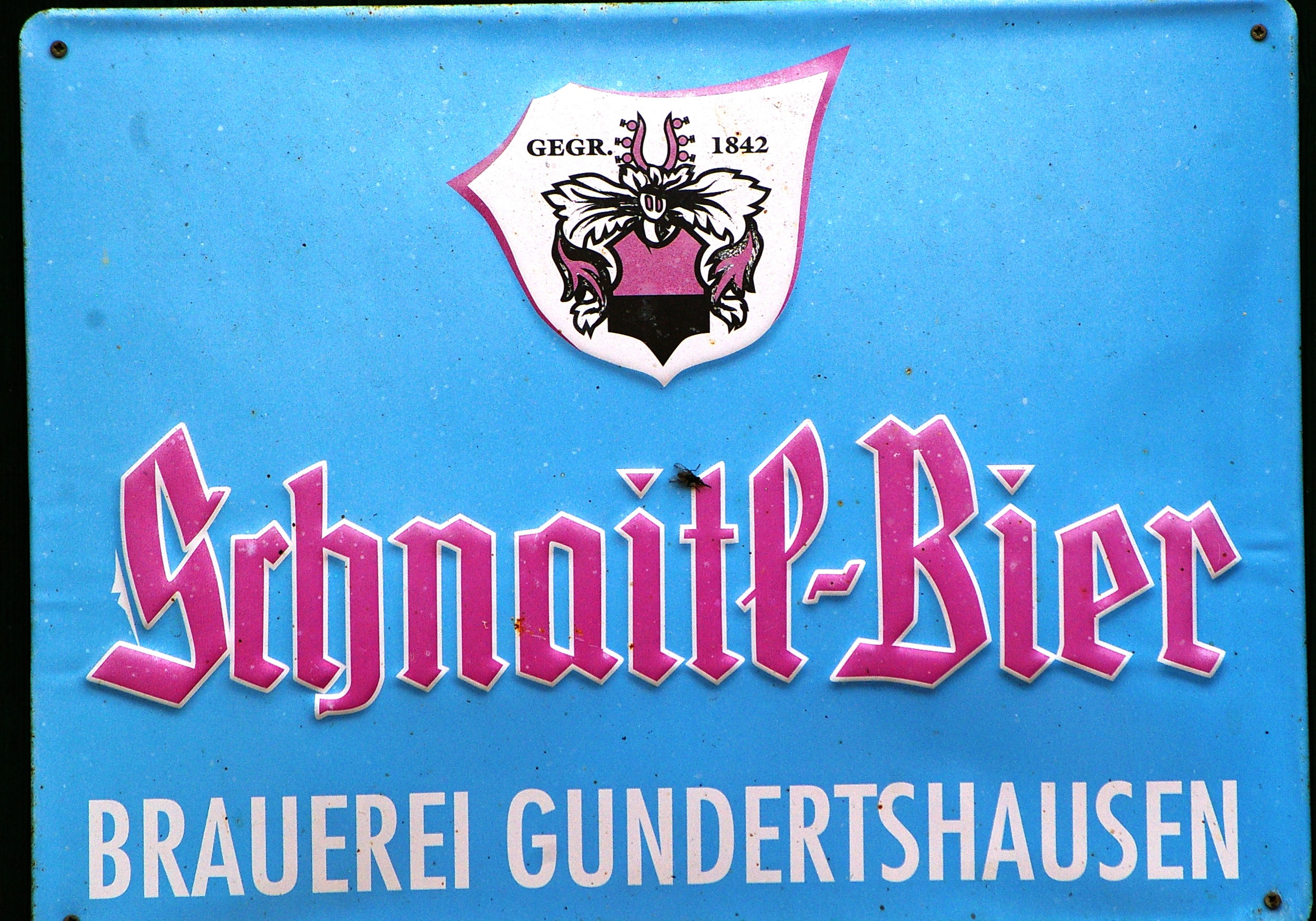
Werbeschild

1841 brannte das Gasthaus, das seit 1492 bestand, ab. Mit dem Wiederaufbau des Gasthauses entschloss man sich auch eine Brauerei zu errichten. Franz Schnaitl war der erste Braumeister und braute 1843 sein erstes Bier. Erlernt hatte er das Brauerhandwerk bei Kasper Moser in Henndorf und im Augustinerbräu in München. Bereits 1852 belieferte die junge Brauerei 13 Wirte. Unter seinem Sohn und Nachfolger Matthias konnte zwischen 1896 und 1910 der Bierausstoß von 6.500 auf 13.000 Hektoliter verdoppelt werden. In den 1930er Jahren durchlief die Brauerei eine wirtschaftlich schwere Zeit, der Bierausstoß sank auf 5.000 Hektoliter. Erst 1956 stieg er wieder auf 10.000 Hektoliter an. Unter Ing. Matthias Schnaitl III., der 1959 die Brauerei übernahm, kam es zu Übernahmen von verschiedenen anderen Brauereien.

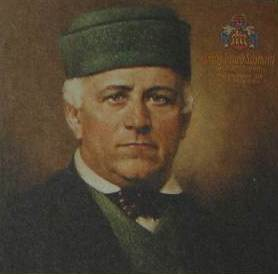
Franz Schnaitl, erster Braumeister

Am 4. Mai 1945 haben sich US-Soldaten unter dem Kommando des Austro-Amerikaners Ernst Florian Winter in der Brauerei einquartiert. 63 Jahre später hat er die Brauerei erneut besucht.
Die Brauerei konnte sich bereits mehrmals mit Goldmedaillen bei der Monde Selection auszeichnen.
Die Brauerei ist heute immer noch im Besitz der Familie Schnaitl. Braumeister ist mittlerweile Matthias Schnaitl IV.

## Biere
- Original (Helles)
- Pils de Luxe (Pils)
- Radler
- Florian (Fassbier)
- Festbock (Bockbier)
- Maibock (Bockbier)
- Naturtrüb
- Dunkel
- Bayern Weiße (Weißbier)
- Bayern Weiße dunkel (Weißbier)
- Stille Nacht Festbier
- Schnaitl Meisterbräu